# Równia (Schlesische Beskiden)
Der Równia (deutsch: Fläche) ist ein Berg in Polen. Mit einer Höhe von 610 m ist er einer der niedrigeren Berge im Barania-Kamm in den Schlesischen Beskiden. Der Gipfel gehört zum Gemeindegebiet von Bielsko-Biała.

## Tourismus
- Auf den Gipfel führen keine markierten Wanderwege.
- An seinen Südhängen befindet sich ein Sanatorium für Lungenkrankheiten.
- Am Bergfluss befindet sich eine Skisprungschanze des Sportvereins LKS Klimczok Bystra.